# PAI-1

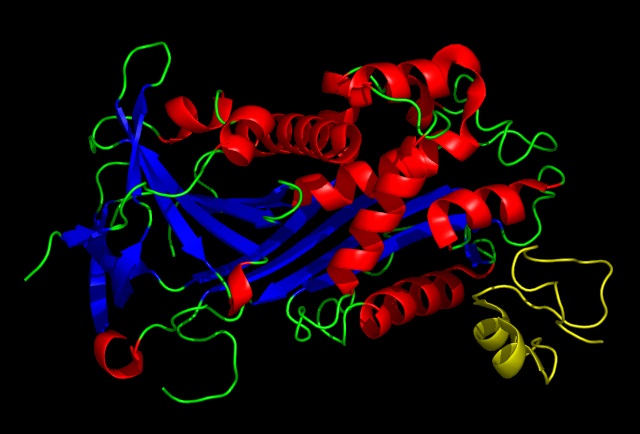
PAI-1 en complejo con el dominio SMB de la vitronectina.

El PAI-1 (inhibidor del activador del plasminógeno-1) es el principal inhibidor del activador tisular del plasminógeno (t-PA) y la uroquinasa (uPA), los activadores del plasminógeno y por lo tanto de la fibrinolisis (la eliminación fisiológica de los trombos de la sangre). Es una serpina.
Los otros PAI (PAI-2) se producen en la placenta, y sólo presentan cantidades significantes durante el embarazo.

## Genética
El gen de PAI-1 se llama SERPINE1 y se localiza en el cromosoma 7 (7q21.3-q22). Existe un polimorfismo común conocido como 4G/5G en la región promotora. El alelo 5G es transcripcionalmente un poco menos activo que el 4G.

## Función
El PAI-1 se produce sobre todo en el endotelio, aunque también es secretado por otros tipos celulares, como el tejido adiposo. Su función es inhibir las proteasas tPA y urokinasa, y por lo tanto inhibir la fibrinolisis.

## Papel en la enfermedad
Se han encontrato deficiencas congénitas de PAI-1; como la fibrinolisis no se suprime adecuadamente, se produce una diátesis hemorrágica (tendencia al sangrado).
Por otra parte, el PAI-1 está elevado en varias enfermedades (como por ejemplo varias formas de cáncer), así como en la obesidad y el síndrome metabólico. Se ha relacionado con la mayor tendencia hacia la trombosis de los pacientes con estas patologías.
En enfermedades inflamatorias en las que la fibrina se deposita en los tejidos, el PAI-1 parece desempeñar un papel significante en la progesión a la fibrosis. Niveles más bajos de PAI-1 llevarían a la menor supresión de fibrinolisis y por tanto a una degradación más rápida de la fibrina.
La angiotensina II aumenta la síntesis de PAI-1 por lo que acelera el desarrollo de aterosclerosis.
- Datos: Q410485